# Lista över vulkaner i Mexiko

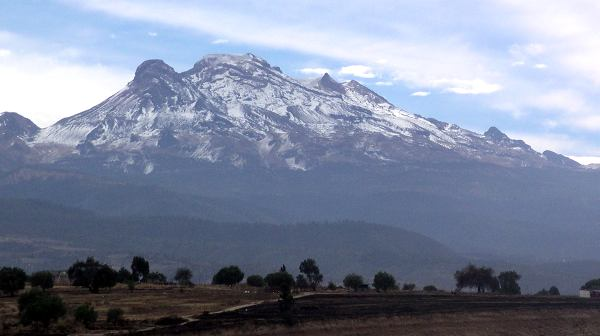
Iztaccihuatl

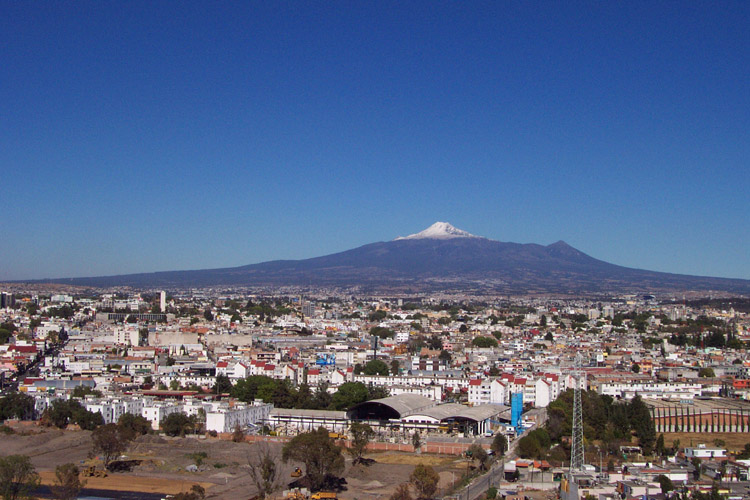
Matlalcueitl

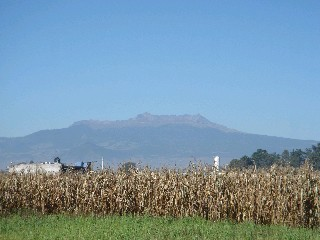
Nevado de Toluca

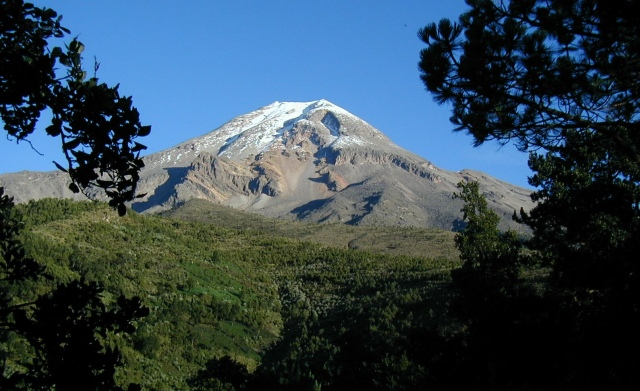
Pico Orizaba Pines

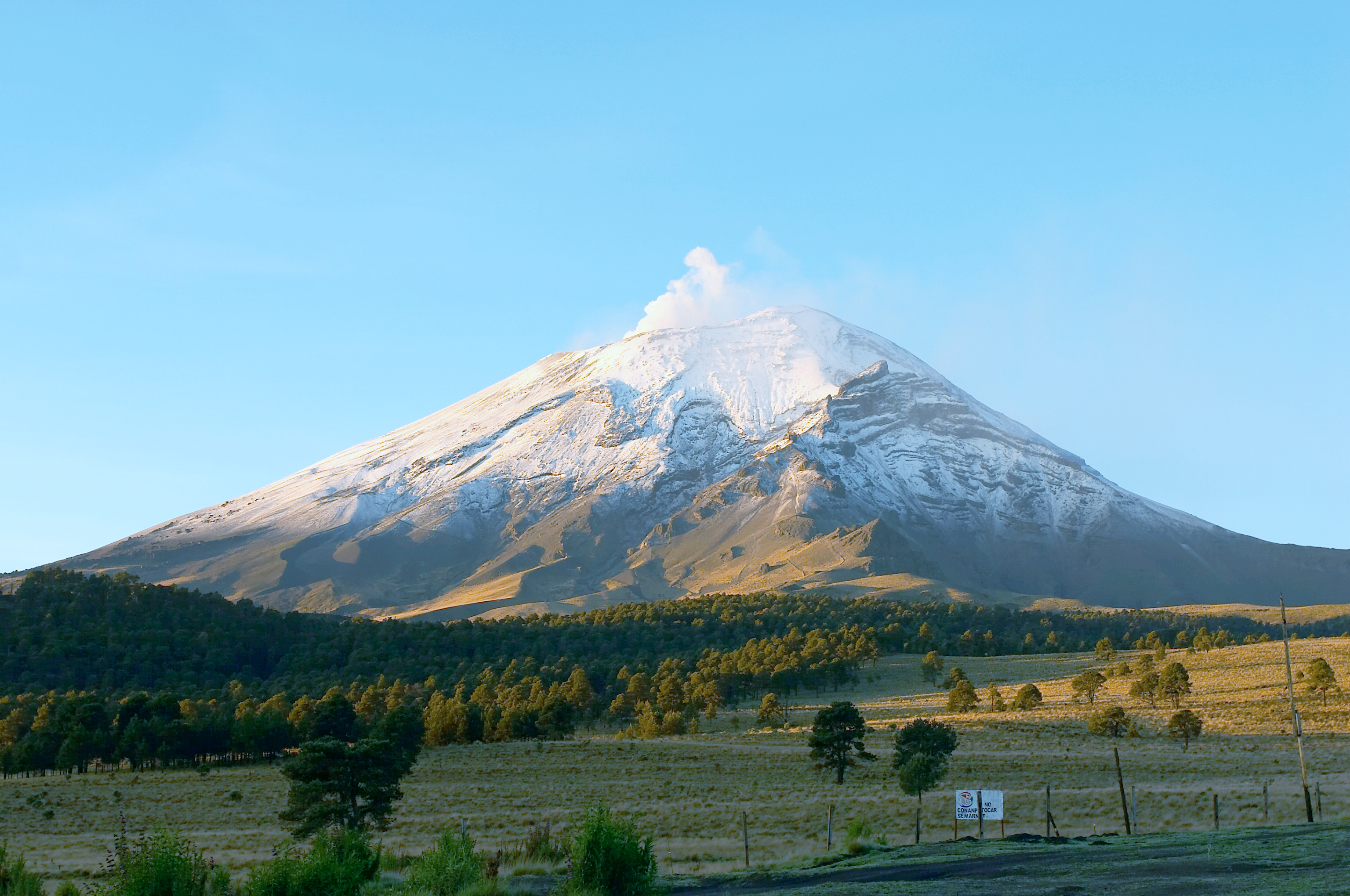
Popocatepetl

Detta är en lista över vulkaner i Mexiko. 
| Namn                       | Höjd (m ö.h.) | Koordinater                                 | Senaste utbrott |
| -------------------------- | ------------- | ------------------------------------------- | --------------- |
| Los Atlixcos               | 800           | 19°48′32″N 96°31′34″V / 19.809°N 96.526°V   | -               |
| Barcena                    | 332           | 19°18′N 110°49′V / 19.30°N 110.82°V         | 1953            |
| Ceboruco                   | 2280          | 21°07′30″N 104°30′29″V / 21.125°N 104.508°V | 1875            |
| Cerro Prieto               | 223           | 32°25′05″N 115°18′18″V / 32.418°N 115.305°V | Holocen         |
| Chichinautzin              | 3930          | 19°05′N 99°08′V / 19.08°N 99.13°V           | -               |
| El Chichón                 | 1060          | 17°20′N 93°12′V / 17.33°N 93.20°V           | 1982            |
| Cofre de Perote            | 4282          | 19°29′31″N 97°09′00″V / 19.492°N 97.15°V    | -               |
| Colima                     | 4330          | 19°31′N 103°37′V / 19.51°N 103.62°V         | 2006            |
| Comondú-La Purísima        | 780           | 26°00′N 111°55′V / 26.00°N 111.92°V         | -               |
| Coronado                   | 440           | 29°04′48″N 113°30′47″V / 29.08°N 113.513°V  | -               |
| Cuexcomate                 | 13            | -                                           | -               |
| Las Cumbres                | 3940          | 19°09′N 97°16′V / 19.15°N 97.27°V           | ~3940 f.kr      |
| Las Derrumbadas            | 1500          | 19°12′N 97°18′V / 19.20°N 97.30°V           | -               |
| Durango Volcanic Field     | 2075          | 24°09′N 104°26′V / 24.15°N 104.43°V         | -               |
| La Gloria Volcanic Field   | 3600          | 19°20′N 97°15′V / 19.33°N 97.25°V           | -               |
| Guadalupe                  | 1100          | 29°04′N 118°17′V / 29.07°N 118.28°V         | -               |
| Los Humeros                | 3150          | 19°41′N 97°27′V / 19.68°N 97.45°V           | Holocen         |
| Iztaccihuatl               | 5286          | 19°12′N 98°36′V / 19.2°N 98.6°V             | -               |
| Jaraguay Volcanic Field    | 960           | 29°20′N 114°30′V / 29.33°N 114.50°V         | Holocen         |
| Jocotitlan                 | 3900          | 19°43′26″N 99°45′25″V / 19.724°N 99.757°V   | 1270 ± 75 år    |
| Jorullo                    | 3170          | 19°29′N 102°15′V / 19.48°N 102.25°V         | -               |
| Matlalcueitl               | 4461          | 19°14′N 98°02′V / 19.23°N 98.03°V           | -               |
| Mascota Volcanic Field     | 2540          | 20°37′N 104°50′V / 20.62°N 104.83°V         | Holocen         |
| Michoacan-Guanajuato       | 3860          | 19°29′N 102°15′V / 19.48°N 102.25°V         | 1952            |
| Naolinco Volcanic Field    | 2000          | 19°40′N 96°45′V / 19.67°N 96.75°V           | Holocen         |
| Nevado de Toluca           | 4690          | 19°06′29″N 99°45′29″V / 19.108°N 99.758°V   | 1350 f.kr       |
| Papayo                     | 3600          | 19°18′29″N 98°42′00″V / 19.308°N 98.70°V    | Holocen         |
| Paricutín                  | 3170          | 19°30′N 102°12′V / 19.5°N 102.2°V           | 1952            |
| Pico de Orizaba            | 5700          | 19°01′01″N 97°16′12″V / 19.017°N 97.27°V    | 1537            |
| Pinacate                   | 1200          | 31°46′19″N 113°29′53″V / 31.772°N 113.498°V | -               |
| Popocatepetl               | 5426          | 19°01′23″N 98°37′19″V / 19.023°N 98.622°V   | 2006            |
| San Borja Volcanic Field   | 1360          | 28°30′N 113°45′V / 28.50°N 113.75°V         | Holocen         |
| Isla San Luis              | 180           | 29°48′50″N 114°23′02″V / 29.814°N 114.384°V | Holocen         |
| San Martin Tuxtla          | 1650          | 18°34′12″N 95°19′12″V / 18.57°N 95.320°V    | 1796            |
| San Quintin Volcanic Field | 260           | 30°28′05″N 115°59′46″V / 30.468°N 115.996°V | Holocen         |
| Sanganguey                 | 2353          | 21°27′N 104°44′V / 21.45°N 104.73°V         | 1742            |
| Serdan-Oriental            | 3485          | 19°16′N 97°28′V / 19.27°N 97.47°V           | Holocen         |
| Socorro                    | 1050          | 18°47′N 110°57′V / 18.78°N 110.95°V         | 1993            |
| Tacaná                     | 4060          | 15°08′N 92°07′V / 15.13°N 92.11°V           | 1986            |
| Isla Tortuga               | 210           | 27°23′31″N 111°51′29″V / 27.392°N 111.858°V | Holocen         |
| Tres Virgenes              | 1940          | 27°25′N 112°35′V / 27.42°N 112.59°V         | 1857            |
| Zitacuaro-Valle de Bravo   | 3500          | 19°24′N 100°15′V / 19.40°N 100.25°V         | -               |